# لويس راميريز زاباتا
لويس راميريز زاباتا (بالإسبانية: Luis Ramírez Zapata)‏ ، من مواليد 6 يناير 1954 في سان سلفادور في السلفادور، لاعب كرة قدم سلفادوري سابق.
لعب مع منتخب السلفادور لكرة القدم، وشارك معه في كأس العالم 1982 وسجل هدفاً لمنتخبه في مباراة مع المجر هو الوحيد في تاريخ السلفادور في كأس العالم، أما المبارة نفسها فقد انتهت 10-1 لصالح المجر.

## روابط خارجية
- لويس راميريز زاباتا على موقع الاتحاد الدولي (مؤرشف)  (الإنجليزية)
- لويس راميريز زاباتا على موقع قاعدة بيانات كرة القدم.إي يو (الإنجليزية)
- لويس راميريز زاباتا على موقع ناشيونال فوتبول تيمز (الإنجليزية)
- لويس راميريز زاباتا على موقع Soccerway.com (الإنجليزية)
- لويس راميريز زاباتا على موقع عالم كرة القدم.نت (الإنجليزية)